# 28942 Yennydieguez
28942 Yennydieguez è un asteroide della fascia principale. Scoperto nel 2000, presenta un'orbita caratterizzata da un semiasse maggiore pari a 3,0876275 UA e da un'eccentricità di 0,1283114, inclinata di 1,42384° rispetto all'eclittica.